# Fefe Dobson

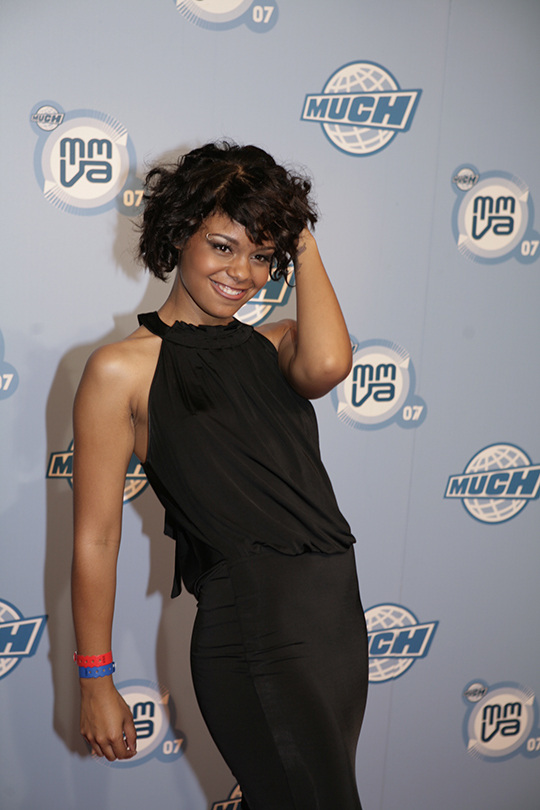
Fefe Dobson na MusicVideo Awards

Felicia Lily „Fefe“ Dobson (* 28. února 1985 Scarborough, Toronto) je kanadská zpěvačka a skladatelka.
Na začátku její kariéry jí vydavatelství Jive Records předložilo nabídku, aby se stala populární zpěvačkou, což odmítla. Dobson je především popová zpěvačka, ale některé její písničky směřují i k žánrům, jako je například rock, power pop a punk. Její první eponymní album (2003) získalo dvě nominace na Juno Award. Další album Sunday Love nebylo v roce 2006 vydáno, proto ukončila smlouvu se svým vydavatelem Island Records. Produkci jejího následujícího alba Joy (2010) zajišťoval díky nové smlouvě opět label Island, tentokrát ve spolupráci s vydavatelstvím 21 Music.
Uvedla, že jejími největšími hudebními inspiracemi jsou John Lennon, Judy Garland a Michael Jackson. Taky naznačila, že by chtěla pracovat s Jackem Whitem, kterého obdivuje pro schopnost přetvořit svoji drsnou rockovou hudbu do stylu vhodného pro rádia. Rovněž prohlásila, že by ráda napsala píseň pro Jonas Brothers.